# Guanozin-monofoszfát
A guanozin-monofoszfát (más néven guanilsav, GMP, 5′-guanidilsav, vagy E626) egy RNS-ben található nukleotid. Az ipar számára általában élesztő segítségével állítják elő, vagy szardíniából vonják ki. A guanozin foszforsavval képzett észtere. Felépítését tekintve egy foszfát-csoportból, valamint egy guaninból és egy pentózból (ribóz) áll.

## Sói
- E627 dinátrium-guanilát, nátrium-guanilát
- E628 dikálium-guanilát
- E629 kalcium-guanilát

Az élelmiszeriparban a GMP nátriummal, kalciummal, és káliummal alkotott sóit is alkalmazzák.

## Élelmiszeripari felhasználás
Élelmiszerek esetén a GMP-t és sóit elsősorban ízfokozóként alkalmazzák. Ízük hasonlít az umami ízhez, de kevéssé intenzív, mint a glutamátoké. Használatukkal az élelmiszerek intenzívebb ízűek lesznek. Számos élelmiszerben előfordulhatnak. Napi maximum beviteli mennyiségük nincs meghatározva.

## Egészségügyi hatások
12 hétnél fiatalabb csecsemők, valamint asztmás betegek esetében fogyasztásuk nem ajánlott. Mivel lebontása során purin keletkezik, köszvénytől szenvedő embereknél problémák jelentkezhetnek, de ez nem jellemző, mivel az élelmiszerekben általában alacsony koncentrációban fordulnak elő.